# Vivir como él
Vivir como él es el octavo álbum de la banda chilena Quilapayún, publicado en 1971.

## Lista de canciones
| Lado A |                                   |                              |                              |          |  |
| N.º    | Título                            | Letras                       | Música                       | Duración |  |
| 1.     | «Vivir como él (Nguyen Van Troi)» | Frank Fernández & Luis Advis | Frank Fernández & Luis Advis |          |  |

| Lado B |                                    |                 |                        |          |  |
| N.º    | Título                             | Letras          | Música                 | Duración |  |
| 2.     | «Venceremos» (1a grabación)        | Claudio Iturra  | Sergio Ortega          |          |  |
| 3.     | «Segunda declaración de La Habana» | Isidora Aguirre | Luis Advis             |          |  |
| 4.     | «Soy del pueblo»                   | Carlos Puebla   | Carlos Puebla          |          |  |
| 5.     | «Comienza la vida nueva»           | Luis Advis      | Luis Advis             |          |  |
| 6.     | «Marcha de la producción»          | Sergio Ortega   | Sergio Ortega          |          |  |
| 7.     | «La batea» (1a grabación)          | Quilapayún      | Toni Taño & Quilapayún |          |  |

La canción «Vivir como él» se escribió en homenaje al héroe vietnamita Nguyen Van Troi.

## Créditos
Quilapayún
- Eduardo Carrasco
- Carlos Quezada
- Willy Oddó
- Hernán Gómez
- Rodolfo Parada
- Rubén Escudero

Relator lado A
- Héctor Duvauchelle

### Generales
- «Sitio oficial de Quilapayún: Vivir como él». Archivado desde el original el 23 de marzo de 2011. Consultado el 23 de abril de 2011.

- Datos: Q6164250